# Anthony Olubunmi Okogie
Anthony Olubunmi Okogie (Lagos, 16 de junio de 1936) es un sacerdote nigeriano Cardenal y antes Arzobispo de Lagos de la Iglesia católica.
Nacido en Lagos, Nigeria, Okogie nació en una familia real de Uromi en el Estado de Edo. Su padre era Esan y su madre era Yoruba. Okogie fue ordenado sacerdote el 11 de diciembre de 1966. Posee una licenciatura en teología sagrada, y tenía planeado estudiar en Roma, pero fue llamado a Nigeria, donde fue asistente pastoral en la Catedral de la Santa Cruz. Fue reclutado por el ejército nigeriano, y sirvió allí como capellán. Después de otro período de servicio en la catedral de Santa Cruz, fue instructor en el Colegio del Rey de Lagos.
El 5 de junio de 1971, fue nombrado Obispo titular de Mascula y Obispo Auxiliar de Oyo.  Fue ordenado Obispo el 29 de agosto de 1971. En 1973 es nombrado arzobispo. Como Arzobispo, Okogie era el presidente de la Asociación Cristiana de Nigeria, y de 1994 a 2000, dirigió la Conferencia Episcopal de Nigeria.
Como cardenal, Okogie se ofreció a morir en lugar de una mujer musulmana que había sido condenada a muerte por lapidación por un tribunal islámico por adulterio.
Fue proclamado Cardenal por el Papa Juan Pablo II en el consistorio del 21 de octubre de 2003, y tiene el título de Cardenal Presbítero de Santa María del Monte Carmelo a. Mostacciano (o en español, Bienaventurada Virgen María del Monte. Carmelo de Mostacciano) Durante su cardenalato, Okogie fue uno de los cardenales electores que participaron en el cónclave papal 2005 que seleccionó a papa Benedicto XVI.
Su renuncia al gobierno pastoral de la sede de Lagos por haber alcanzado el límite de edad de 75 años fue aceptado el 25 de mayo de 2012.
En 2007, condenó la aprobación gubernamental de una fábrica de preservativos.
Cardenal Okogie ha defendido las leyes de la Iglesia católica sobre el celibato para los sacerdotes católicos.
Okogie ha sido crítico de la cultura estadounidense, especialmente en lo que se refiere a las vocaciones sacerdotales. Dijo que "esa gente allí, en los EE.UU., que no valoran nada más. ¿Y cómo quiere sacerdotes que vienen de un lugar como ese?".